# Совіло

Совіло, ранній («Σ») варіант.

Совіло (Sowilo) — шістнадцята руна германського Старшого (першого) Футарка. Відповідає кириличній літері C (або латиничній S). Остання руна другої Аети. Назва руни означає «Сонце».
Пряме примордиальне значення: успіх, досягнута ціль, честь. Сила життя, здоров'я. Час, коли сила доступна для позитивних змін в житті, перемоги, здоров'я, успіх. Контакт з надсвідомістю та підсвідомістю, цілісність і гармонія. Цілісність, влада, потужність, сила, меч вогню, очищення (навіть через вогонь).
Протилежне до нього примордиальне значення: неправильні цілі, погано продумані дії, несправжній (фальшивий) успіх, втрата мотивів, легковірність. Руйнація, помста, правосуддя, егоїзм. Гнів бога.